# ポルックス (恒星)
ポルックス（Pollux）は、ふたご座β星、ふたご座で最も明るい恒星で全天21の1等星の1つ。冬のダイヤモンドを形成する恒星の1つでもある。

## 概要
黄みの橙色をした巨星。α星のカストルとともに、ふたご座の兄弟の頭に見立てられている。バイエル符号は、ティコ・ブラーエの星表に基づいて視等級が明るいものからα、β、･･･と命名されているが、ふたご座の場合はカストルとポルックスの両方が1等級とされており、カストルがα星、ポルックスがβ星とされている。
太陽の8倍の半径・37倍の光度・2倍弱の質量を備える。巨星の中では光度が小さく静穏で安定した天体として知られる。平均的な巨星と比べると光度は5～6割程度しかない。2002年から2010年にかけて行われた観測では変光は見つからず、有効温度は2ケルビンの範囲内で一定に保たれていた。巨星に変化する前はA型主系列星だったと考えられている。また磁束密度1ガウス以下の弱い磁場が存在する。
2002年4月に小惑星パンドラによる星食の観測が期待されたが、天候不順のため観測されなかった。

## 名称
学名はβ Geminorum (略称はβ Gem)。固有名のポルックス (Pollux) は、ギリシャ神話に登場する双子の弟ポリュデウケース (Πολυδεύκης) に因んで名付けられている。父親はゼウス、母親はレーダーで、姉妹にトロイ戦争で有名なヘレネーとクリュタイムネーストラーがいる。2016年6月30日、国際天文学連合の恒星の固有名に関するワーキンググループは、Pollux をふたご座β星の固有名として正式に承認した。
岐阜県揖斐郡では、この二つの恒星の色から、ポルックスを「きんぼし」、カストルを「ぎんぼし」と呼んでいたという記録が残る。

## 惑星系
2006年6月には木星の1.5倍程度の質量を持つ惑星が発見され、ポルックスb（別名HD 62509 b）と命名された。この惑星は2015年に国際天文学連合によって行われた太陽系外惑星の固有名の公募と投票によってThestiasと名付けられた。
| 名称 （恒星に近い順） | 質量          | 軌道長半径 （天文単位） | 公転周期 (日) | 軌道離心率  | 軌道傾斜角 | 半径 |
| --------------------- | ------------- | ----------------------- | ------------- | ----------- | ---------- | ---- |
| b (Thestias)          | 2.3 ± 0.45 MJ | 1.64 ± 0.27             | 589.64 ± 0.81 | 0.02 ± 0.03 | —          | —    |